# Без обличчя
«Без обличчя» (англ. Face/Off) — американський бойовик 1997 року.

## Сюжет
Агент ФБР Шон Арчер довго і ретельно вистежує братів Кастора і Поллукса Троїв — знаменитих міжнародних терористів. З Кастором він має особисті рахунки: той убив п'ятирічного сина Арчера за 6 років до подій фільму. ФБР засікає чартерний рейс, замовлений Поллуксом, і вирішує перехопити братів. Операція в аеропорту проходить успішно Поллукс заарештований, Кастор в комі. Однак незабаром з'ясовується, що перед відльотом брати встановили бомбу з отруйними газами десь у місті. Поллукс відмовляється співпрацювати, і колеги Шона пропонують йому небезпечну авантюру: пересадку обличчя лежачого в комі Кастора.
Арчер в обличчі Кастора сідає у в'язницю для особливо небезпечних злочинців, де ув'язнений Поллукс, і дізнається у нього місце закладки бомби. Однак фортуна несподівано повертається спиною до Арчера, Кастор Трой опритомнів і змусив доктора пересадити йому обличчя Арчера, після чого спалив його разом з агентами ФБР, які знали про суть операції. І тепер перед Арчером стоїть складне завдання вибратися з в'язниці, знищити Троя і довести, що він справжній Арчер.
Кастор Трой з обличчям Арчера звільняє свого брата і демонтує бомбу, ставши національним героєм (людиною року за версією Тайм). Потім він проводить ряд рейдів по секретних базах терористів і злочинців, вбиває директора служби (обставив справу як нещасний випадок) і займає його службове крісло.
Арчер з обличчям Кастора тим часом встигає втекти з в'язниці, познайомитися з його сином і подругою. У міру розвитку сюжету Арчер входить в довіру до своєї дружини та переконує її в тому, що сталася підміна. Він планує вбити Кастора на похоронах директора ФБР.
В кінці всіх терористів вбивають і Арчер повертає своє обличчя. Кінцем фільму стає сцена усиновлення родиною Арчера Адама, сина Кастора, що став сиротою.

## Цікаві факти
- Від Джона Ву вимагали, щоб він прибрав слеш з назви (Face/Off), однак він вирішив залишити саме таку назву, щоб глядачі не подумали, що ця картина присвячена хокейній тематиці (face-off — хокейний термін, що позначає вкидання шайби, коли два гравці стоять обличчям один проти одного).
- Виконавці головних ролей зіграли одночасно і головного лиходія і головного героя.
- Імена Кастора і Поллукса були взяті з давньогрецької міфології Кастор і Полідевк (Поллукс) були братами-близнюками Діоскурів. А прізвище злочинців вказує на стародавнє місто Троя.
- Також Кастор і Поллукс зірки в сузір'ї Близнюків, а Арчер в англійській мові також означає «стрілець», таким чином, головних героїв можна знайти на карті зоряного неба.
- Після того, як дочка Арчера встромила ножа у ногу Траволті після битви в церкві, Кейдж стріляє в нього з радянського АПС (Автоматичний пістолет Стєчкіна). З цього ж пістолета один з бандитів Троя стріляє по поліції.
- Насправді у світі не існує технології безслідного загоєння шрамів, як і більшості технологій пластичної хірургії, показаних у фільмі.
- Обидва актори Джон Траволта і Ніколас Кейдж, в свій час зіграли ангелів. Траволта у фільмі «Майкл», Кейдж — «Місто янголів».
- Перестрілка Троя і Арчера через стіну, супроводжувана діалогом, нагадує таку ж сцену між Ченс і Ван Кліфом у фільмі «Важка мішень», режисером якого також був Джон Ву.
- У попередньому фільмі режисера Джона Ву «Зламана стріла» Джон Траволта також грав терориста, який маніпулював ядерною боєголовкою.
- Перестрілка у церкві нагадує перестілку у фільмі «Найманий вбивця» 1989 року, режисером якого також був Джон Ву.
- Гонитва на катерах повинна була стати фінальною сценою у фільмі «Важка мішень» 1993 року режисера Джона Ву. Але Жан Клод Ван-Дамм відмовився від цієї сцени і через 4 роки Джон Ву зробив цю сцену у фільмі «Без обличчя».

## У ролях
- Джон Траволта — Шон Арчер (спочатку) / Кастор Трой
- Ніколас Кейдж — Кастор Трой (спочатку) / Шон Арчер
- Джоан Аллен — Єва Арчер (дружина Шона)
- Алессандро Нівола — Поллукс Трой
- Джина Гершон — Саша Хасслер (коханка Кастора)
- Домінік Суейн — Джеймі Арчер (дочка Шона)
- Нік Кассаветіс — Дітріх Хасслер, брат Саші (спільник братів Трой)
- Гарві Преснелл — Віктор Лазарро (начальник Арчера)
- Колм Фіоре — Малкольм Уолш (пластичний хірург)
- Джон Керролл Лінч — Волтен (охоронець в'язниці)
- Роберт Віздом — Тіто Біонді
- Томас Джейн — Берк Гікс
- Джеймс Томас Дентон — Базз
- Томмі Фленаган — Лео
- Кріс Бауер — Іван Дубов

## Український дубляж
Фільм дубльовано студією «Так Треба Продакшн» на замовлення телекомпанії «Інтер» у 2006 році.
Ролі дублювали: Ярослав Чорненький, Анатолій Пашнін, Анатолій Зіновенко, Юрій Гребельник, Олег Стальчук, Володимир Терещук, Юрій Ребрик, Людмила Чиншева, Валентина Сова, Олена Бліннікова, Наталя Поліщук, Тетяна Зіновенко, Інна Капінос